# Yara
Yara International — норвежская химическая компания, один из крупнейших в мире поставщиков минеральных удобрений. Компания была образована в 2004 году путём отделения от Norsk Hydro. Работает в 60 странах мира, крупнейший рынок — Бразилия (более четверти выручки). В списке крупнейших компаний мира Forbes Global 2000 за 2021 год заняла 1280-е место.

## История
Компания была основана Самюэлем Эйде в 1905 году под названием Norsk hydro-elektrisk Kvælstofaktieselskab, первоначально занималась производством азотных удобрений с использованием построенных на водопадах электростанций (фиксация атмосферного азота по процессу Биркеланда — Эйде требует большого количества электроэнергии).
Позже были открыты заводы по производству других видов удобрений, один из них производил тяжёлую воду как побочный продукт синтеза аммиака; этот завод был уничтожен в ходе атаки на Веморк, другие предприятия также пострадали во время Второй мировой войны.
После её окончания государство приобрело контрольный пакет акций и начало трансформировать компанию в промышленный конгломерат.
В 1951 году было начато производство магния и поливинила, в 1967 году — алюминия. В конце 1960-х годов Norsk Hydro совместно с Elf Aquitaine и другими компаниями начала разведку нефти и газа в Северном море.
В 2004 году подразделение удобрений было выделено в самостоятельную компанию Yara International. В 2008 году был куплен канадский производитель удобрений SaskFerco.
В 2011 году компания оказалась в центре одного из крупнейших в Норвегии коррупционных скандалов, следователями были выявлены случаи дачи взяток высокопоставленным чиновникам в Ливии, Индии и России. В 2015 году в связи с этим 4 сотрудника компании, включая бывшего CEO, получили тюремные сроки, а компания была оштрафован на 295 млн норвежских крон ($32,7 млн).

## Собственники и руководство
Правительству Норвегии принадлежат 36,2 % акций, пенсионному фонду Норвегии — 7,0 %.
Акции компании котируются на фондовой бирже Осло, а также в США в виде американских депозитарных расписок.
Президент и главный исполнительный директор с сентября 2015 года — Свейн Торе Холсетер (Svein Tore Holsether).

## Деятельность
Предприятия Yara располагаются в 60 странах мира, объём производства составляет 28,4 млн тонн удобрений и 7,4 млн тонн промышленных химикатов в год. 
Основными видами удобрений являются азотно-фосфорно-калийные удобрения (NPK, 10,4 млн тонн), мочевина (5,7 млн тонн), нитраты (5,5 млн тонн). 
Компания является крупнейшим в Европе покупателем природного газа (сырьё и источник энергии для производства аммиака).
Производственные мощности насчитывают 28 предприятий, крупнейшие из них находятся в Норвегии, Швеции, Финляндии, Германии, Нидерландах, Бельгии, Франции, Италии, Великобритании, ЮАР, Австралии, Индии, Бразилии, Колумбии и Канаде.
Основные подразделения по состоянию на 2021 год:
- Европа — производство и продажа удобрений в странах Европы, 9,232 млн тонн, выручка 3,89 млрд долларов.
- Америка — производство и продажа удобрений в странах Америки, 14,463 млн тонн, выручка 6,59 млрд долларов.
- Азия и Африка — производство и продажа удобрений в странах Азии и Африки, а также в Австралии, 4,681 млн тонн, выручка 2,38 млрд долларов.
- Глобальные заводы — два крупнейших завода в Норвегии и Нидерландах, ориентированных на экспорт, выручка 51 млн долларов.
- Чистый аммиак — торговля аммиаком, выручка 1,16 млрд долларов.
- Промышленные решения — производство промышленных химикатов на основе соединений азота,7,43 млн тонн в год, выручка 2,52 млрд долларов.

Выручка за 2021 год составила 16,6 млрд долларов, из них на Европу пришлось 5,2 млрд долларов, Бразилию — 4,6 млрд долларов, остальную Латинскую Америку — 1,5 млрд долларов, Северную Америку — 2,1 млрд долларов, Азию — 2,3 млрд долларов, Африку — 1,0 млрд долларов.
Компании также принадлежит 49 % в СП с российским ОАО «Акрон» — ЗАО «Нордик Рус Холдинг».